# Asiohahnia alatavica
Asiohahnia alatavica is een spinnensoort in de taxonomische indeling van de kamstaartjes (Hahniidae).
Het dier behoort tot het geslacht Asiohahnia. De wetenschappelijke naam van de soort werd voor het eerst geldig gepubliceerd in 1992 door Ovtchinnikov.